# Moische Kulbak

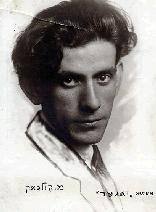
Moische Kulbak

Moische Kulbak, auch Moyshe Kulbak (jiddisch משה קולבאַק; geboren am 20. März 1896 in Smorgon bei Wilna, Kaiserreich Russland; gestorben in der Nacht vom 29. auf den 30. Oktober 1937 bei Minsk) war ein belarussisch-litauischer Schriftsteller jiddischer Sprache, der zunächst mit hebräischer Lyrik begonnen hatte. Er gilt neben Itzik Manger als bedeutendster Vertreter der jiddischen Dichtung im zwanzigsten Jahrhundert. Viele seiner gedanken- und bilderreichen Gedichte, in denen er die Umwälzungen der Revolution in frei fließenden Rhythmen zum Ausdruck bringt, wurden zu beliebten Kampfliedern der jüdischen revolutionären Jugend.

## Leben
Kulbak war der Sohn eines Landarbeiters. Er durchlief den für jüdische Knaben üblichen Bildungsweg. Im Cheder erlernte er die Anfänge des Hebräischen, mit dreizehn Jahren kam er an die Jeschiwa von Waloschyn. Deren streng religiöse Ausbildung reizte ihn jedoch, Bücher der bedeutendsten europäischen Schriftsteller und jüdischer Autoren wie Mendele Moicher Sforim, Scholem Alejchem und Izchok Lejb Perez zu lesen.
Als mit Ausbruch des Ersten Weltkriegs ein Erlass die Familie zwang, ins Landesinnere umzusiedeln, ging Kulbak nach Minsk, wo er als Lehrer arbeitete und erste literarische Arbeiten versuchte. Dabei zog er das Jiddische der einfachen Leute dem elitären Hebräisch vor. Nach Kriegsende ging Kulbak nach Wilna. Dort gab er seinen ersten Band Lieder heraus und schrieb er sein erstes Drama.
1920 ging er nach Berlin, wo er jedoch nicht Fuß fassen konnte. Er kehrte 1923 nach Wilna zurück und arbeitete als Lehrer am jüdischen Gymnasium. Er entschloss sich dann aus politischer Überzeugung, in der Sowjetunion zu leben, und er emigrierte 1928 nach Minsk. Dort konnte er sich ganz der literarischen Arbeit widmen. Er verließ seinen stark unter dem Einfluss des deutschen Expressionismus stehenden literarische Stil, in dem sich Realistisches mit Irrationalem, zuweilen Groteskem, mischt, und kam zum Sozialistischen Realismus. Er arbeitete als Autor und Übersetzer für literarische Zeitschriften und die Akademie der Weißrussischen Sowjetrepublik und begann sein bedeutendstes Prosawerk, die Familienchronik der Selmenianer.
Kulbak war Mitglied der Minsker Gruppe, die 1936 aufgelöst wurde. Er wurde 1937 im Zuge der stalinschen Säuberungen verhaftet und nach einem Schauprozess in der Nacht vom 29. auf den 30. Oktober erschossen.

## Werke (Auswahl)
Jiddische Titel in Transkription
- Schirim, 1920 („Lieder“, in jiddischer Sprache, darin „Lamed Wow“ = 36, das bekannteste dieser Gedichte, das einen der 36 unbekannten Gerechten der jüdischen Legende beschreibt, und zwar in der Figur des Schornsteinfegers Schmuel Itze; Neuauflage der Sammlung unter dem jiddischen Titel Lider, Berlin 1922)
- Naje lider, Warschau 1922
- Jankew Frank, 1923 (Drama)
- Moschiech ben Efroim, 1924 (expressionistischer Roman)
  - Der Messias vom Stamme Efraim. Eine jüdische Legende. Übersetzt von Andrej Jendrusch. Wagenbach, Berlin 1998
- Montik, 1926 (lyrisch-philosophischer Roman)
  - Montag. Ein kleiner Roman. Übersetzt von Sophie Lichtenstein. Edition Fototapeta, Berlin 2017[2]
- Selmenianer (zweiteiliger Roman: 1931, 1935; der auf witzige Weise von den Anpassungsschwierigkeiten einer jüdischen Familie an die kommunistische Gesellschaft erzählt)
  - Die Selmenianer. Übersetzt von Max Reich. Nachwort von Jutta Janke. Verlag Volk und Welt, Berlin, 1973 (Reihe Spektrum 59)
  - Die Selmenianer. Übersetzt von Niki Graça und Esther Alexander-Ihme. Nachwort zu Leben und Werk von Susanne Klingenstein. Die Andere Bibliothek, Berlin 2017, ISBN 978-3-8477-0396-9
- Disner Childe Harold, 1933 (von Heinrich Heines Wintermärchen beeinflusste, auf seinen Deutschlandaufenthalt zurückgehende Satire auf die angebliche Dekadenz der deutschen Bourgeoisie)
  - Childe Harold aus Disna. Gedichte über Berlin.  Übersetzt von Sophie Lichtenstein. Edition Fototapeta, Berlin 2017
- Spiegelglas auf Stein. Gedichtanthologie. Übersetzt von Otto F. Best. Hrsg. von Anarej Jendrusch. Edition Maldoror, Berlin 1992

## Hörspiele
- Der Messias vom Stamme Efraim (WDR 1997, Regie: Leonhard Koppelmann)